# Marsilea azorica
Marsilea azorica is een varen uit de pilvarenfamilie (Marsileaceae). Het is een kleine water- of moerasplant die in tijdelijke poelen te vinden is.
De varen is endemisch op de Azoren en is daar nog slechts bekend van één groeiplaats in een poel op het eiland Terceira.

## Naamgeving enetymologie
De botanische naam Marsilea is een eerbetoon aan Luigi Fernando Marsigli (1656-1730), een Italiaans botanicus. De soortaanduiding azorica verwijst naar de Azoren.

## Kenmerken
Marsilea azorica is een tot 15 cm hoge aquatische varen, sterk lijkend op Marsilea strigosa. De plant bezit een korte maar stevige rizoom. De dunne bladsteel is onbehaard en tot 12 cm lang en draagt een viertallig samengesteld blaadje, tot 17 mm lang en ongeveer even breed, aan de bovenzijde kaal en aan de onderzijde licht behaard. De blaadjes zijn grasgroen, lichter van kleur aan de randen of bij droogte.
De sporenhoopjes zitten in in boonvormige, tot 4,5 mm lange sporocarpen, met twee of drie bij elkaar op korte, stevige maar gebogen stelen die ontspringen aan de basis van de bladstelen.

## Habitat, verspreiding en voorkomen
De enige nog resterende vindplaats is aan de oever van een poel in het centrum van het eiland Terceira, een van de eilanden van de Azoren.

## Bedreigingen en bescherming
Op de enige vindplaats groeien nog ongeveer vijftig exemplaren, wat M. azorica tot de meest zeldzame en meest bedreigde varen ter wereld maakt. De IUCN-status is 'Kritiek (met uitsterven bedreigd)'.
De voornaamste bedreigingen zijn de landbouwactiviteiten rond de poel en de mogelijke vervuiling en vernietiging van zijn habitat door overbemesting en de introductie van exoten. De geringe populatiegrootte en de afwezigheid van uitwijkmogelijkheden maken deze kleine varen in hoge mate kwetsbaar voor genetische verarming.
De plant is beschermd door de Conventie van Bern en door de Europese Vogel-en Habitatrichtlijn, doch heeft dringend behoefte aan praktische bescherming op het terrein om de invloed van bemesting, besproeiing met herbicides en betreding door vee tegen te gaan.